# Trachycera dichromella
Trachycera dichromella är en fjärilsart som beskrevs av Émile Louis Ragonot 1893. Trachycera dichromella ingår i släktet Trachycera och familjen mott. Inga underarter finns listade i Catalogue of Life.